# Margaret F. Butler
Margaret F. Butler (Condado de Chester, 1861-Filadelfia, 16 de octubre de 1931) fue una médica estadounidense que presidió el departamento de otorrinolaringología del Woman's Medical College of Pennsylvania. En 1908, se convirtió en la primera mujer en presidir un congreso internacional de médicos, siendo la única mujer y el único estadounidense presente. Fue miembro del Colegio Estadounidense de Cirujanos.

## Biografía
Butler nació en una familia de agricultores cuáqueros en el condado de Chester, Pensilvania, en 1861. La mayor de siete hijos de James Butler y Rachel (James) Butler, era sobrina del destacado político estatal Samuel Butler y del juez federal William Butler. Comenzó sus estudios a la edad de cuatro años, asistió al Seminario de Darlington y enseñó en la escuela desde los diecisiete años. Posteriormente tomó cursos por correspondencia a través de la Sociedad para Fomentar los Estudios en el Hogar.
Animada a estudiar medicina por el Dr. Theophilus Parvin, Butler obtuvo su título de Doctora en Medicina en el Woman's Medical College of Pennsylvania en 1894 y realizó cursos de posgrado en Viena con los médicos Ádám Politzer y Hyack. Al regresar a Filadelfia, fue nombrada profesora de oído, nariz y garganta en su alma mater en 1896. Enseñó en el Woman's Medical College hasta su muerte y también se desempeñó como presidenta del departamento de otorrinolaringología desde 1908 hasta su muerte. Butler también dirigió una pequeña práctica privada desde sus oficinas en 1831 Chestnut Street en Filadelfia.
El 16 de octubre de 1931, Butler murió repentinamente de un ataque cardíaco mientras realizaba una amigdalectomía en el hospital universitario. La operación fue completada por la Dra. Ann Catherine Arthurs y el paciente no sufrió efectos nocivos.

## Premios y honores
En Viena, en abril de 1908, Butler se convirtió en la primera mujer elegida presidenta honoraria y en presidir un congreso internacional de médicos (el primer Congreso Internacional de Laringología y Rinología), donde fue la única mujer y la única representante de los Estados Unidos. en asistencia. Considerada como una diagnosticadora y cirujana «preeminente», Butler fue elegida miembro del Colegio Estadounidense de Cirujanos en 1918. También fue miembro de la Academia Estadounidense de Oftalmología y Otorrinolaringología y publicó artículos en The Laryngoscope y otras revistas médicas. Un hermano, el Dr. Ralph Butler, era laringólogo y una sobrina, la Dra. Miriam Butler, se graduó en el Woman's Medical College en 1929.
Según su obituario en The New York Times, era «considerada una de las cirujanas más importantes del país».
La Sociedad Estadounidense de Cabeza y Cuello otorga el Premio Margaret F. Butler a la Mentora Destacada de Mujeres en Cirugía de Cabeza y Cuello, en honor a «individuos que han demostrado liderazgo en la promoción de la diversidad de género en el campo».